# Ulica Wita Stwosza w Krakowie
Ulica Wita Stwosza – ulica w Krakowie, w dzielnicy I Stare Miasto, na Warszawskim. Jest częścią II obwodnicy. Razem z ulicą Aleksandra Lubomirskiego tworzą ciąg komunikacyjny nazywany popularnie Trasą Galicyjską.

## Przebieg
Ulica zaczyna swój bieg na skrzyżowaniu z ulicą Aleksandra Lubomirskiego i ul. Rakowicką, gdzie staje się fizycznym przedłużeniem tej pierwszej. 
Dalej biegnie w kierunku północnym, w pobliżu stacji kolejowej Kraków Główny oraz dworca autobusowego MDA. Następnie przebiega przez estakadę nad rondem Janusza Kurtyki. Na końcowym odcinku, arteria biegnie węzłem drogowym im. Czesława Miłosza, aż kończy swój bieg na skrzyżowaniu z aleją 29 Listopada.
Po północnej stronie ulicy, na rogu z ul Rakowicką znajdują się: kościół Niepokalanego Poczęcia Najświętszej Maryi Panny, klasztor karmelitów bosych oraz Karmelitański Instytut Duchowości. Kilkadziesiąt metrów dalej, w budynkach po dawnych koszarach i arsenale armii austro-węgierskiej zorganizowano Muzeum Armii Krajowej.
Po południowej jest dworzec kolejowy  Kraków Główny oraz dworzec autobusowy MDA.

## Historia
Ulica w obecnym kształcie została na początku XXI wieku wraz z Trasą Galicyjską jako nowa arteria komunikacyjna, mająca na celu odciążenia Alei Trzech Wieszczów. Ulica stała się częścią II obwodnicy miasta.
Poprzednio imię Wita Stwosza nosiły: w XIX wieku część ul. św. Filipa przy Rynku Kleparskim, ulica Piwna w latach 1917-1952 oraz plac św. Marii Magdaleny w latach 1952-1990.

## Organizacja ruchu
Jezdnie w przeciwnych kierunkach rozdzielone są pasem balustrad drogowych i mają po dwa pasy ruchu. Przy ulicy znajdują się zespoły przystanków autobusowych MPK Kraków. 